# Olhîne, Vîsokopillea
Olhîne (în ucraineană Ольгине) este un sat în comuna Novopetrivka din raionul Vîsokopillea, regiunea Herson, Ucraina.

## Demografie
Componența lingvistică a localității Olhîne
     Ucraineană (84,73%)
     Rusă (14,8%)
     Alte limbi (0,48%)
Conform recensământului din 2001, majoritatea populației localității Olhîne era vorbitoare de ucraineană (84,73%), existând în minoritate și vorbitori de rusă (14,8%).